# ژوزف واعظیان
ژوزف واعظیان (ارمنی: Ժոզէֆ Վաէզեան؛ ۱۹۱۸ – مه ۲۰۰۱)، تهیه‌کننده، نویسنده و کارگردان تئاتر و سینمای ارمنی‌تبار اهل ایران بود. وی بین سال‌های ۱۹۵۸ تا ۱۹۷۱ میلادی (۱۳۳۷–۱۳۵۰) فعالیت می‌کرد.

## زندگی‌نامه
واعظیان در ۱۹۱۸ میلادی (آذر ۱۲۹۷) در کرمانشاه زاده شد. در سن هشت سالگی به دلیل کار دائی‌اش به همراه او و مادرش و بقیه خانواده به همدان رفتند. او تحصیلات ابتدایی را در «مدرسه آمریکایی همدان» گذراند و سپس شش سال بعد در سال ۱۹۳۱ (۱۳۱۰) در سن سیزده سالگی به همراه خانواده اش به کرمانشاه بازگشتند و مدرک دورهٔ متوسطه (تصدیق متوسطه‌اش) را از «دبیرستان کزازی کرمانشاه» گرفت.

### فعالیت‌های هنری
او ضمن تحصیل در دبیرستان کزازی با تئاتر نوین آشنا شد و تئاتر را از گروه ارمنی‌های فعال در کرمانشاه فرا گرفت و به سرعت در عرصهٔ بازیگری، طراحی صحنه، تهیه و تولید نمایش، تدارکات و کارگردانی پیشرفت کرد. وی تا سال ۱۹۳۹ (۱۳۱۸) به کار حرفه‌ای در تئاتر پرداخت. واعظیان یک سال پس از پایان جنگ دوم جهانی در سال ۱۹۴۶ (۱۳۲۵) به تهران رفت و در سال ۱۹۴۷ (۱۳۲۶) گروه تئاتر ارامنه را تشکیل داد که ساموئل خاچیکیان و آرمان نیز در آن گروه با او همکاری داشتند.
در بهار ۱۹۵۷ (۱۳۳۶) با کمک دکتر شاهرخ رفیع و همکای ساموئل خاچیکیان استودیو «آژیر فیلم» را بنا نهادند و یک سال بعد نخستین محصول این استودیو به نام طوفان در شهر ما به کارگردانی ساموئل خاچیکیان روی پرده آمد. آژیر فیلم خیلی زود با تولید فیلم‌های متعدد به یکی از استودیوهای فعال تبدیل شد و خاچیکیان جدا شد و خودش سه فیلم مرد سرگردان (۱۳۴۵)، از جان گذشتگان (۱۳۴۶) و مبارزه با شیطان (۱۳۴۷) را کارگردانی کرد.
وی در آژیر فیلم استودیوی دوبله نیز دایر کرد، اما در این زمینه موفقیتی نداشت. واعظیان، به جز خاچیکیان، از هنرمندان ارمنی دیگر هم از جمله روبیک منصوری (صداگذار)، واهاک وارطانیان (فیلمبردار) و آرامائیس آقامالیان (کارگردان) استفاده می‌کرد.

## کارگردانی
ژوزف واعظیان دو سال پس از اعلام ورشکستگی و انحلال آژیر فیلم، در سال ۱۹۶۶ (۱۳۴۵) با سرمایهٔ شخصی و با مشارکت گروه سینماهای متحد تهران، اولین فیلم خود در مقام کارگردان تحت عنوان مرد سرگردان با شرکت عبدالله بوتیمار و رضا بیک‌ایمانوردی را می‌سازد. این فیلم جنایی به سبک آثار خاچیکیان بود که با فروش نسبتاً خوب رو به رو شد.
به اعتبار مرد سرگردان، واعظیان فیلمی دیگر به نام از جان گذشتگان ساخت، که در آن ایلوش و آنوش نقش آفرینی کرد. این فیلم تقلیدی بود از فیلم معروف حرفه‌ای‌ها ی ریچارد بروکس. این سوژه به قول جمال امید، «در اندازهٔ او نبود»، و نتیجه اش شکست تجاری بود.
آخرین فیلم واعظیان مبارزه با شیطان یا راهی به سوی خدا است با بازی و سرمایه رضا بیک‌ایمانوردی که در سال ۱۹۶۸ (۱۳۴۷) ساخته شد اما به محاق توقیف افتاد و با سه سال تأخیر در سال ۱۹۷۱ (۱۳۵۰) به نمایش درآمد و پروندهٔ سینمایی واعظیان با این فیلم بسته شد.

## درگذشت
وی در مه ۲۰۰۱ (۷ اردیبهشت ۱۳۸۰) در سن ۸۳ سالگی در تهران درگذشت.

## فیلمشناسی
| ردیف | عنوان             | سال  | تهیه‌کننده | کارگردان | نویسنده |
| ---- | ----------------- | ---- | --------- | -------- | ------- |
| ۱    | قاصد بهشت         | ۱۳۳۷ | آری       |          |         |
| ۲    | طوفان در شهر ما   | ۱۳۳۷ | آری       |          |         |
| ۳    | تپه عشق           | ۱۳۳۸ | آری       |          |         |
| ۴    | در جستجوی داماد   | ۱۳۳۹ | آری       |          |         |
| ۵    | چشم عشاق          | ۱۳۳۹ | آری       |          |         |
| ۶    | بچه‌های محل        | ۱۳۳۹ | آری       |          |         |
| ۷    | یک قدم تا مرگ     | ۱۳۴۰ | آری       |          |         |
| ۸    | دختری فریاد می‌کشد | ۱۳۴۰ | آری       |          |         |
| ۹    | دلهره             | ۱۳۴۱ | آری       |          |         |
| ۱۰   | قربانی هوس        | ۱۳۴۲ | آری       |          |         |
| ۱۱   | ضربت              | ۱۳۴۳ | آری       |          |         |
| ۱۲   | شیطان در می‌زند    | ۱۳۴۳ | آری       |          |         |
| ۱۳   | مرد سرگردان       | ۱۳۴۵ | آری       | آری      | آری     |
| ۱۴   | از جان گذشتگان    | ۱۳۴۶ | آری       | آری      | آری     |
| ۱۵   | مبارزه با شیطان   | ۱۳۵۰ |           | آری      | آری     |